# 神戸ファッション美術館
神戸ファッション美術館（こうべファッションびじゅつかん）は、ファッションをテーマにした日本初の美術館。兵庫県神戸市東灘区にある海上都市「六甲アイランド」に1997年開館した。

## 概説
外観は、UFOをイメージさせる斬新なデザイン。内部は4層で延床面積 17,000m2という大規模な美術館施設である。ファッションに関することを様々な視点からとらえたユニークな展示を行っている。また、ファッション産業の人材育成を目的として「素材」、「色彩」、「装飾」、「歴史」、「デザイナー」、「社会」、「メディア」の7つのカテゴリーで服飾講座を開講している。
日本博物館協会会員館、兵庫県博物館協会加盟館。またひょうごっ子ココロンカード、のびのびパスポートの対象施設になっている。

## 施設
- 1F - ミュージアム： 常設展と特別展等の会場 （隣接して神戸ゆかりの美術館がある）
- 3F - ライブラリー： 芸術ファッション、インテリア関連の蔵書約28,000冊と名作映画等の映像資料と生地見本等の現物資料
- 4F - リソースセンター： 資料館
- 5F - オルビスホール： ファッションショー等のイベント会場

これらの施設は神戸市が区分所有している。

## 所蔵品（ライブラリーなど）
- 19世紀から20世紀前半の服飾関連の書籍
- VOGUE、HARPER’S BAZAAR、LIFE等モード誌のバックナンバー
- ストローブ＝ユイレの映画フィルム全21作品
- 大内順子コレクション（1970年代からのトップデザイナーのスライド約46,000点など）
- 環境映像およびドキュメンタリー映像など約4,800点、
- パリ、ミラノ、ロンドン、東京のファッションショー映像約2,400点
- 19世紀～20世紀前半のフランス、イタリアの生地見本約30,000点（著作権フリー）
- 大阪樟蔭女子大学被服学科との協働事業による復元作品

## 建築概要
- 設計 - 昭和設計・大成建設
- 施工 - 大成建設
- 竣工 - 1997年
- 延床面積 - 17,082m2

## 交通アクセス
- 六甲ライナー アイランドセンター駅 徒歩2分

## 周辺情報
- 神戸市立小磯記念美術館
- 神戸ファッションマート
- 神戸ファッションプラザ
- リバーモール
- アーバングルメポート
- カナディアンアカデミー